# Schloss Aurolzmünster

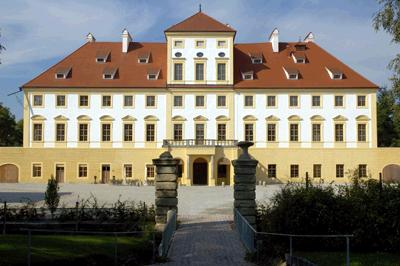
Schloss Aurolzmünster

Schloss Aurolzmünster ist ein Wasserschloss, das in der Ortsmitte der Marktgemeinde Aurolzmünster liegt und auch als „Innviertler Versailles“ bezeichnet wird.

## Geschichte

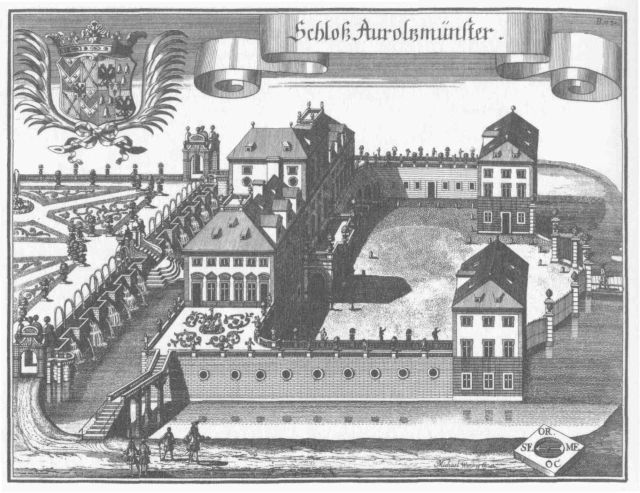
Schloss Aurolzmünster nach einem Kupferstich von Michael Wening von (1721)

Ursprünglich befanden sich in Aurolzmünster zwei adelige Ansitze. Der eine war im Besitz der Grafen von Halls und der andere im Besitz der Murhaimer. 1312 kaufte Albert der Tannberger den Sitz der Grafen von Halls und 1375 erwarb Johannes der Tannberger von Ulreich dem Murhaimer dessen sicz zu Awrolez Münster mit hofstat, zimern und paw, womit beide Besitzungen vereinigt waren. Johann von Tannberg erwirkte 1394 vom Herzog Heinrich von Niederbayern die Erhebung von Aurolzmünster zur Hofmark. Bis 1682 blieben die Tannberger im Besitz des Schlosses, zu dem auch das benachbarte Schloss Forchtenau gehörte. Aufgrund der Auswirkungen des Dreißigjährigen Krieges hatten die Freiherrn von Tannberg große finanzielle Verluste erlitten, zudem brannte das obere Schloss zu einer Ruine ab. Deshalb wurde am 3. September 1682 der Tannbergsche Fideikommiss durch Kurfürst Max Emanuel von Bayern aufgehoben und der Besitz Ferdinand Franz Albrecht Graf von der Wahl übereignet.
Die Ruine und der untere Schlossbau wurden abgetragen, und unter Graf Ferdinand Franz Albrecht von der Wahl wurde das Schloss von 1691 bis 1711 neu erbaut. Es wurde vom Architekten Johann Kaspar Zucalli entworfen und von Antonio Riva fertiggestellt. Die Malereien des großen Mittelsaales stammen von Johann Eustachius Kendlbacher. Graf Ferdinand von der Wahl erlebte die Vollendung seines Prachtbaues nicht mehr. Er starb im Jahre 1702, sein Sohn Ferdinand Franz Xaver von der Wahl folgte als Bauherr. Nachdem die Reichsgrafen von der Wahl im Jahre 1797 ausgestorben waren, kam der Besitz an die Grafen von Arco-Valley von St. Martin. Diese verbrachten beim Verkauf des Schlosses im Jahr 1925 die ganze Einrichtung in ihr Stammschloss in Sankt Martin, teilweise wurden auch in das Schloss eingebaute Säulen und Balkone mitgenommen.
1925 kaufte es der pensionierte Postmeister Karl Schappeller, der dort mit Ingenieuren und Technikern ein Raumkraft-Forschungszentrum aufbauen wollte zu der von ihm postulierten Entdeckung der Energieform "Raumkraft". Er erhielt auch vom ehemaligen deutschen Kaiser eine Zuwendung in Höhe von einer halben Million Reichsmark und begann das Schloss zu sanieren und Labors einzurichten. Später sorgte er auf dem Schlossgelände mit seinen Grabungen nach dem Grab Attilas und dem Schatz der Hunnen für weltweites Aufsehen. Die 1932 durchgeführten Grabungen blieben allerdings erfolglos.
Nach dem Anschluss Österreichs 1938 beschlagnahmte die volksdeutsche Mittelstelle der NSDAP das überschuldete Schloss und verwendete es für die Unterbringung deutscher Umsiedler sowie eines Kindergartens. Die inzwischen völlig verarmte Schappeller-Familie behielt Wohnrecht auf engem Raum; Schapeller verstarb 1947 (seine Tochter 1955).
1962 wurde das Schloss versteigert. Neuer Besitzer wurde der Augsburger Privatgelehrte und Astrologe Prof. Johann Janik. Nach einem langwierigen Erbschaftsstreit ging der mittlerweile im Inneren längst zur Ruine gewordene Bau 1977 in den Besitz der Augsburgerin Helga Vlasak über, die ihn 1983 an den Münchner Kaufmann Helmut Mittermaier weitergab. Er richtete sich im seitlichen Wirtschaftsgebäude eine Wohnung ein und begann mit bescheidenen Schutzmaßnahmen am Hauptgebäude. Bis zu diesem Zeitpunkt fanden lediglich am Marstall, vom Bundesdenkmalamt finanzierte, dringende Ausbesserungsarbeiten statt.
1995 wurde das mittlerweile stark sanierungsbedürftige Schloss Aurolzmünster wiederum versteigert und einer bayerischen Investorengruppe zugeschlagen. Unter Leitung von Georg Spiegelfeld-Schneeburg und mit Unterstützung des Landes Oberösterreich, der Republik Österreich und der Messerschmitt Stiftung München wurde mit Renovierungsarbeiten begonnen, durch die der äußere Bestand gesichert (Dachgaupen) und Teile der Innenausstattung (Stuckdecken, Fresken) wiederhergestellt, bzw. restauriert werden konnten.
In einem Seitentrakt wurde das Gemeindeamt Aurolzmünster untergebracht, ein Probenraum für die Musikschule konnte realisiert werden, eine Arztpraxis ist eingerichtet und auch weitere Firmen befinden sich im Schloss.
Die spätere Mehrheits-Eigentümerin des Schlosses, die "Aurolzmünster Verwaltungs AG" (unter dem Vorstand Carl Georg Buquoy) ging 2017 in Konkurs und, nach mehreren gescheiterten Zwangsversteigerungen des inzwischen wieder sanierungsbedürftigen Hauptgebäudes, kaufte 2020 die Firma Integer-Holding GmbH (Eigentümer Sandra & Manuel Ungar) das Schloss, um darin eine Eventgastronomie, Seminarräumlichkeiten, Büroflächen und Wohnappartements zu entwickeln.

## Beschreibung

Frontansicht

Das Wasserschloss ist auch heute noch von allen Seiten durch Wassergräben umgeben. Zentral ist der zweistöckige Mittelbau, der einen bis ins Dachgeschoß reichenden Festsaal birgt. Dieser ist auf den Mittelrisalit aufgesetzt und mit einem Deckengemälde sowie Gartenlandschaften auf den Seitenwänden ausgestattet. Dieser Hauptbau ist durch niedrige, den Hof umschließende Flügel mit zwei ebenfalls zweistöckigen Pavillons verbunden. Früher war die Südseite des Hofes durch ein Eisengitter abgeschlossen, das heute nicht mehr vorhanden ist.
Früher war das Schloss von einem großartigen Park umschlossen, der an der Stelle der oberen Burg errichtet worden war. Dieser barocke Garten war ein Meisterwerk der Gartenarchitektur mit vielen Wasserspielen, Springbrunnen, Wasserkaskaden, einem Amphitheater und einem Schießplatz. Die Gartenanlage musste bereits im 19. Jahrhundert einem Hopfenfeld weichen, andere Verkehrsbauten (Eisenbahnlinie), Freizeiteinrichtungen (Fußballfeld, Freibad, Tennisanlage) und weitere Gebäude (Volksschule, Metzgerei) führten dazu, dass der Park aufgelöst und das dem Schloss angeschlossene Brauhaus und der Maierhof abgerissen wurden.

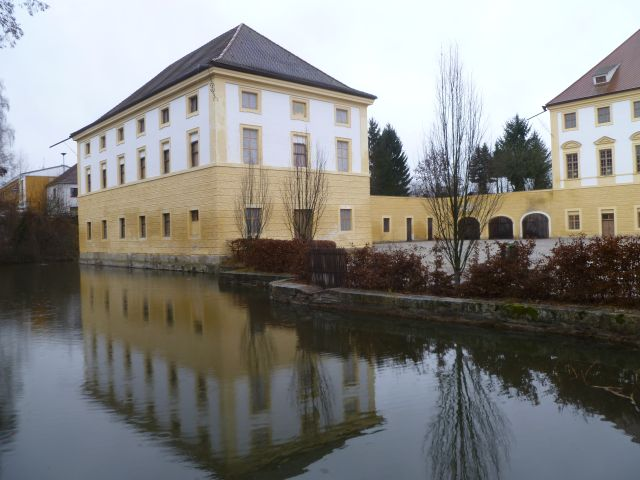
Linker Seitentrakt (Marstall)
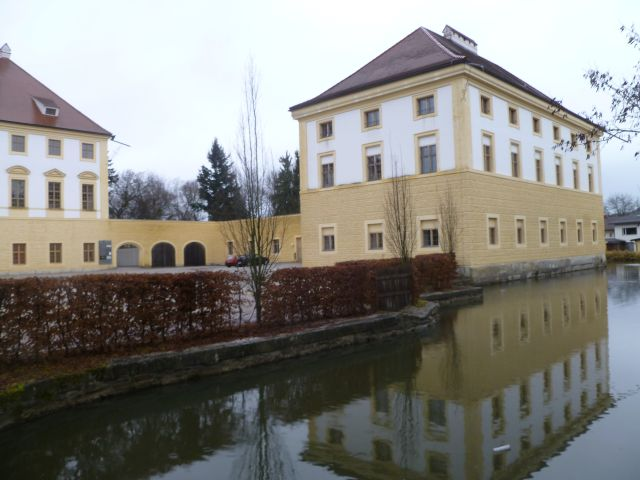
Rechter Seitentrakt
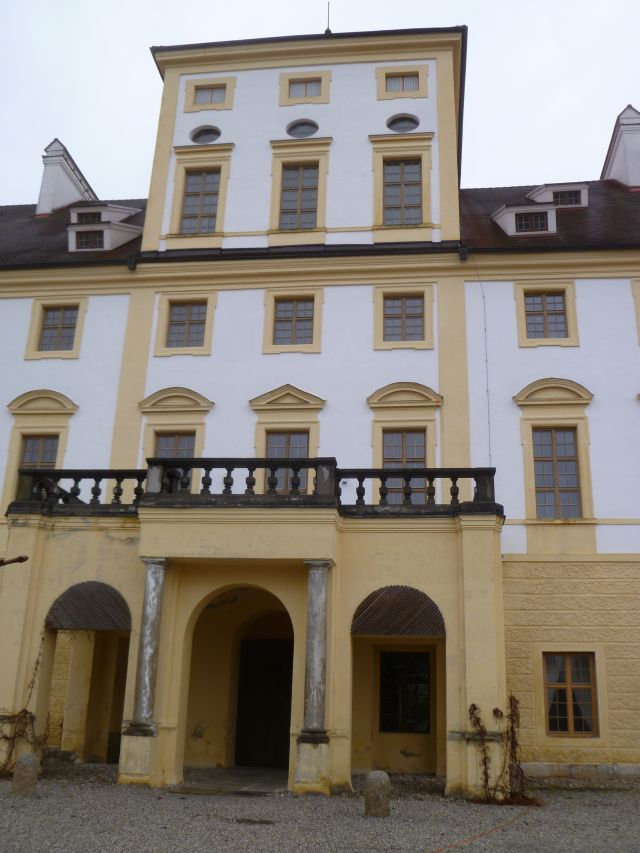
Mittelrisalit
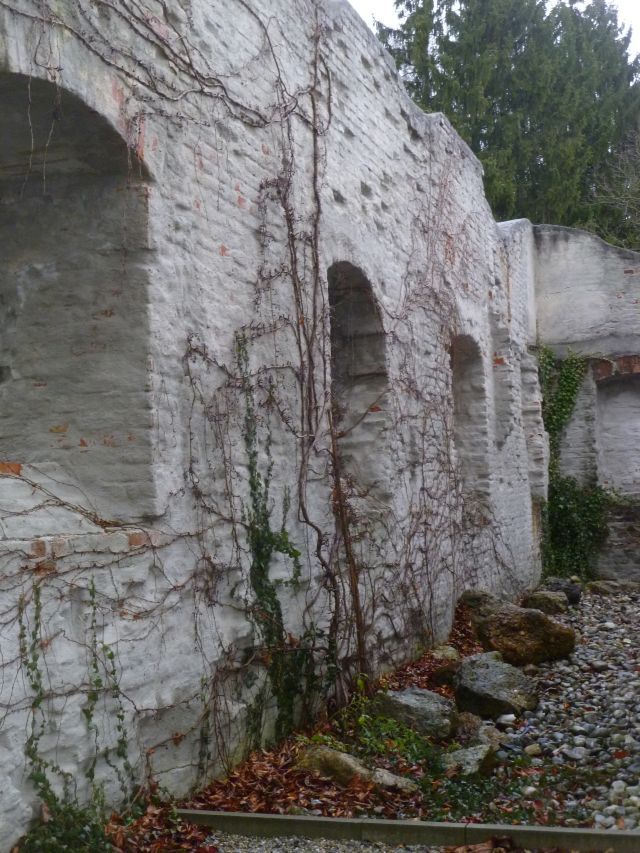
Außenmauer hinter der Musikschule